# Túrdulos

Ethnographic Iberia 200 BCE-es

Os Túrdulos formavam uma antiga tribo tartéssica, um povo pré-romano que vivia no sul de Portugal, assentada , a leste da província do Alentejo, entre os vales do rio Guadiana e o Guadalquivir, aproximadamente entre a Oretânia e a Turdetânia. A sua capital foi o antigo ópido de Ipolka, conhecida como Obulco na época  dos romanos, e que se corresponde atualmente com a cidade de Porcuna, em Jaén. Entre outras particularidades, [carece de fontes?].